# La pianura/La nostra storia d'amore
La pianura/La nostra storia d'amore è un singolo di Milva, pubblicato dalla Ricordi nel 1971.

## La pianura
La pianura, è un brano scritto da Enrico Riccardi su musica di Piero Soffici su arrangiamento diretto dal maestro Gianpiero Reverberi.
Il brano fu il primo singolo estratto dall'album La filanda e altre storie pubblicato nel 1972.

## La nostra storia d'amore
La nostra storia d'amore è la canzone pubblicata sul lato B del singolo, adattamento italiano del brano For all we know, canzone vincitrice del premio Oscar alla miglior canzone per il film Amanti ed altri estranei diretto da Cy Howard, scritta da Arthur James, Fred Karlin e Robb Wilson, adattata in italiano da Enrico Riccardi, inserita anch'essa nell'album.

## Edizioni
Il singolo è stato distribuito in Italia dall'etichetta Ricordi, con codice SRL 10.641.